# Булдаков, Лев Александрович
Лев Александрович Булда́ков (2 апреля 1927, Свердловск — 22 апреля 2014, Екатеринбург) — советский и российский радиотоксиколог, биофизик, член-корреспондент АМН СССР, академик РАМН и РАН, профессор. Награждён орденами Почёта (1996), Мужества (1996), Ленина (1986), Трудового Красного Знамени (1970). Лауреат Государственной премии СССР.
Входил в редакционную коллегию журнала «Медицинская радиология». Один из авторов нормативных документов в области радиационной безопасности (в том числе НРБ-76/87, ГОСТ 24645.219 «Модель учёта влияния пространственной неравномерности радиационного воздействия на обобщенный радиобиологический эффект»). Автор и соавтор 15 монографий, около 200 научных статей. Под его руководством защищены 18 кандидатских и 4 докторских диссертации.

## Сфера научных интересов
Основными направлениями его научных исследований являлись изучение патогенеза лучевых поражений, обмена и токсикологии радионуклидов, особенно трансуранового ряда, комбинированного действия α-, β- и γ-излучающих нуклидов, разработка вопросов радиационной безопасности и охраны окружающей среды. Работал над изучением биологического действия радиоактивных излучений как при внешнем тотальном облучении, так и при инкорпорации различных антропогенных радионуклидов. Разработал методологию предсказания дозы излучения при аварийной ситуации в результате внешнего и внутреннего облучения. Предложил методы предотвращения накопления дозы, включая способы удаления радионуклидов из организма. Установил безопасные, пороговые уровни радиационного воздействия для человека, не вызывающие патологических эффектов и не сокращающие продолжительность жизни (горметический эффект).

## Биография
Родился в Свердловске в семье врачей. Родители — Булдаков Александр Васильевич и Булдакова Роза Михайловна. После окончания школы поступил и отучился 1 курс (1944/45) Свердловского горного института (СГИ), однако любовь к геологии сохранял всю жизнь, оставив после себя обширную коллекцию минералов. В 1945—1950 гг. обучался на лечебном факультете Свердловского государственного медицинского института (СГМИ).

### Лаборатория «Б»
По окончании вуза был направлен хирургом в медсанчасть № 15 (ныне Межрегиональное управление № 15 ФМБА России), расположенную в поселке Сокол (санаторий «Сунгуль» Каслинского района Челябинской области), где функционировала закрытая радиобиологическая Лаборатория «Б», относившаяся (с июня 1953 г.) к Министерству среднего машиностроения СССР. В лаборатории в те годы работали по контракту немецкие специалисты — профессора Н. В. Риль (в будущем — Герой Социалистического Труда), К. Г. Циммер, а также трудились репрессированные советские специалисты, среди которых ученый с мировым именем, радиобиолог, генетик Н. В. Тимофеев-Ресовский и многие другие.
Будучи терапевтом, обладал хирургическими навыками, поэтому с 1952 г. стал выполнять экспериментальные исследования в Лаборатории «Б» (экспериментировал с объединением систем кровообращения облученного и необлученного лабораторных животных для выяснения возможности заболевания лучевой болезнью необлученной особи; обнаружил, что опосредованные факторы не вызывают лучевую болезнь, заболевало только облученное животное, и никаких специфических токсинов под влиянием облучения не образуется).
В 1954 году совместным решением руководства Минздрава и Минсредмаша СССР был переведен из МСЧ № 15 в Лабораторию «Б» на должность научного сотрудника радиопатологической лаборатории (зав. Ю. И. Москалев) биофизического отдела (отдел «А») (рук. Н. В. Тимофеев-Ресовский). Лев Александрович описывал причины своего перехода так:

… [Н.В.] Тимофеев-Ресовский подходит ко мне и говорит: «Чем лечить дураков [симулянтов, желающих получить больничный лист], переходи лучше ко мне». Я уже начал серьёзно оперировать, он приходит опять и говорит: «Все-таки здесь некого оперировать, мало народу, переходи ко мне».— из беседы Л. А. Булдакова (Лаборатория «Б». Сунгульский феномен). 

### ФИБ-1
Летом 1954 г. правительственная Комиссия приняла решение о создании на базе Лаборатории «Б» НИИ-1011 (будущий ВНИИТФ), дублера КБ-11 в области разработки ядерных боеприпасов. Интерес к биофизической тематике (отдел «А») ещё перед этим начал снижаться с приходом Г. А. Середы к руководству Лабораторией. Приказом министра среднего машиностроения А. П. Завенягина от 05.04.1955 г. Лаборатория «Б» была ликвидирована. С 1 января 1955 г. часть ученых из Лаборатории «Б» (в том числе Л. А. Булдаков) была переведена в Челябинск-40 (Озерск) и вошла в состав Филиала № 1 Института биофизики, где Лев Александрович стал руководителем токсикологической лаборатории, затем Отдела радиационной безопасности, а также заместителем заведующего по науке.
В 1956 году на основе результатов исследований по изучению динамики и скорости распространения радионуклидов по кровеносным и лимфатическим сосудам при разных путях поступления изотопов в организм успешно защитил кандидатскую диссертацию по теме «Влияние ионизирующей радиации на проницаемость капилляров, клеточный состав крови и лимфы».
Принимал непосредственное участие в ликвидации последствий загрязнения радионуклидами реки Теча в 1951 году, «Кыштымской аварии» 1957 года. Под руководством Л. А. Булдакова, Ю. И. Москалёва и В. К. Лемберга была выявлена степень загрязнения окружающей среды в различных населённых пунктах в полосе ВУРСа (почва, фураж, корм, сельскохозяйственные животные, растения, рацион), были оценены потенциальные уровни поступления радиоактивных веществ в организм человека, а также возможности проживания населения на загрязнённых территориях.
В 1966 году — защитил докторскую диссертацию.
В 1978 году — присвоено учёное звание профессора.

### В Москве
В 1979 году переехал из Озерска в Москву, работал в Институте биофизики в Москве заведующим сектором № 1 и заместителем директора по науке.
В 1984 году — избран членом-корреспондентом АМН СССР.
В 1988 году — избран академиком АМН СССР (в дальнейшем РАМН, при этом был первым академиком РАМН по специальности «радиотоксикология»).
В 2013 году — избран академиком РАН (в рамках присоединения РАМН и РАСХН к РАН).
Умер 22 апреля 2014 года в Екатеринбурге, похоронен в с. Огневское Каслинского района Челябинской области.

## Семья
- Отец — Булдаков Александр Васильевич (род. 1894), окончил в 1917(8-?) г. медицинский Факультет Казанского университета, терапевт.
- Мать — Булдакова Роза Михайловна (1896—1942).
  - Супруга — Булдакова (урожд. Игнатова) Маргарита Михайловна (1926—2017).
    - Дочь — Булдакова Татьяна Львовна (род. 1950).
      - Внуки: Гвоздевич Александр Владимирович (род. 1973), эксперт по культурным ценностям.
        - Правнук — Гвоздевич Михаил Александрович (род. 1994).
        - Правнучка — Гвоздевич Дарья Александровна (род. 2008).

    - Дочь — Титова Ирина Львовна (род. 1955).
      - Внук — Титов Дмитрий Константинович (род. 1979).
        - Правнучка — Титова Анна Дмитриевна (род. 2009).
        - Правнучка — Титова Анастасия Дмитриевна (род. 2011).

## Награды
- Орден Трудового Красного Знамени (1970)
- Государственная премия СССР (1975) — за исследедования в области охраны окружающей среды
- Орден Ленина (1986)
- Орден Почёта (1996)
- Орден Мужества (1996)
- медали